# Feldhockey-Europameisterschaft der Damen 1999
Die Feldhockey-Europameisterschaft der Damen 1999 war die fünfte Auflage der Feldhockey-Europameisterschaft der Damen. Sie wurde in Köln vom 18. bis 29. August ausgetragen. Im Finale besiegte der Titelverteidiger Niederlande Deutschland und gewann seinen vierten Titel.

## Schiedsrichterinnen
- Jean Buchanan
- Jane Nockolds
- Mary Power
- Dawn Henning
- Lynne Fotheringham
- Heike Malina
- Renée Cohen
- Ute Conen
- Jean Duncan
- Alyson Dale
- Isabel Kluyskens
- Gina Spitaleri

## Ergebnisse

### Vorrunde

#### Gruppe A
| Team        | Sp | S | U | N | P  | Tore | Gtore |
| ----------- | -- | - | - | - | -- | ---- | ----- |
| Niederlande | 5  | 5 | 0 | 0 | 15 | 41   | 0     |
| Russland    | 5  | 3 | 1 | 1 | 10 | 21   | 15    |
| Schottland  | 5  | 2 | 1 | 2 | 7  | 9    | 9     |
| Litauen     | 5  | 2 | 0 | 3 | 6  | 10   | 17    |
| Frankreich  | 5  | 1 | 1 | 3 | 4  | 4    | 19    |
| Belgien     | 5  | 0 | 1 | 4 | 1  | 3    | 28    |

| Schottland | Russland    | 1:1  |
| Frankreich | Litauen     | 1:3  |
| Belgien    | Niederlande | 0:15 |
| Schottland | Frankreich  | 0:1  |
| Russland   | Belgien     | 7:1  |
| Litauen    | Niederlande | 0:7  |
| Schottland | Belgien     | 3:1  |
| Frankreich | Niederlande | 0:6  |
| Russland   | Litauen     | 4:3  |
| Belgien    | Frankreich  | 1:1  |
| Schottland | Litauen     | 5:2  |
| Russland   | Niederlande | 0:9  |
| Belgien    | Litauen     | 0:2  |
| Frankreich | Russland    | 1:9  |
| Schottland | Niederlande | 0:4  |

#### Gruppe B
| Team        | Sp | S | U | N | P  | Tore | Gtore |
| ----------- | -- | - | - | - | -- | ---- | ----- |
| Deutschland | 5  | 5 | 0 | 0 | 15 | 20   | 2     |
| England     | 5  | 3 | 1 | 1 | 10 | 25   | 4     |
| Spanien     | 5  | 3 | 1 | 1 | 10 | 8    | 7     |
| Ukraine     | 5  | 2 | 0 | 3 | 6  | 8    | 18    |
| Irland      | 5  | 1 | 0 | 4 | 3  | 7    | 12    |
| Tschechien  | 5  | 0 | 0 | 5 | 0  | 1    | 26    |

| England    | Spanien     | 1:1  |
| Irland     | Ukraine     | 2:3  |
| Tschechien | Deutschland | 0:7  |
| England    | Irland      | 5:0  |
| Spanien    | Tschechien  | 4:0  |
| Ukraine    | Deutschland | 1:4  |
| England    | Tschechien  | 8:0  |
| Irland     | Deutschland | 0:2  |
| Spanien    | Ukraine     | 1:0  |
| Tschechien | Irland      | 0:4  |
| England    | Ukraine     | 10:1 |
| Spanien    | Deutschland | 0:5  |
| Tschechien | Ukraine     | 1:3  |
| Irland     | Spanien     | 1:2  |
| England    | Deutschland | 1:2  |

### Platzierungsspiele
| Spiele um die Plätze 9–12 | Spiele um die Plätze 9–12 | Spiele um die Plätze 9–12                              |
| ------------------------- | ------------------------- | ------------------------------------------------------ |
| Frankreich                | Tschechien                | 1:0                                                    |
| Irland                    | Belgien                   | 4:0                                                    |
| Spiele um die Plätze 5–8  |                           |                                                        |
| Schottland                | Ukraine                   | 3:2                                                    |
| Spanien                   | Litauen                   | 2:1                                                    |
| Halbfinale                |                           |                                                        |
| Niederlande               | England                   | 2:1 (nach Verlängerung)                                |
| Deutschland               | Russland                  | 1:1 (Deutschland gewinnt nach Siebenmeterschießen 4:1) |

### Finalrunde
| Spiel um Platz 11 | Spiel um Platz 11 | Spiel um Platz 11                                      |
| ----------------- | ----------------- | ------------------------------------------------------ |
| Tschechien        | Belgien           | 0:2                                                    |
| Spiel um Platz 9  |                   |                                                        |
| Frankreich        | Irland            | 3:4 (nach Verlängerung)                                |
| Spiel um Platz 7  |                   |                                                        |
| Ukraine           | Litauen           | 2:1 (nach Verlängerung)                                |
| Spiel um Platz 5  |                   |                                                        |
| Schottland        | Spanien           | 1:1 (Spanien gewinnt nach Siebenmeterschießen mit 4:5) |
| Spiel um Platz 3  |                   |                                                        |
| England           | Russland          | 5:0                                                    |
| Finale            |                   |                                                        |
| Niederlande       | Deutschland       | 2:1                                                    |

### Endergebnis
| Rang | Land        |
| ---- | ----------- |
| 1    | Niederlande |
| 2    | Deutschland |
| 3    | England     |
| 4    | Russland    |
| 5    | Spanien     |
| 6    | Schottland  |
| 7    | Ukraine     |
| 8    | Litauen     |
| 9    | Irland      |
| 10   | Frankreich  |
| 11   | Belgien     |
| 12   | Tschechien  |

## Europameisterinnen
Clarinda Sinnige, Macha van der Vaart, Julie Deiters, Fatima Moreira de Melo, Karlijn Petri, Hanneke Smabers, Dillianne van den Boogaard, Margje Teeuwen, Mijntje Donners, Ageeth Boomgaardt, Myrna Veenstra, Minke Smabers, Carole Thate, Fleur van de Kieft, Suzan van der Wielen, Eefke Mulder, Minke Booij, Eveline De Haan, Denise Mosbach